# 영화 음악
영화 음악(映畵音樂, Film Score)은 영화에 사용되는 음악이다.

## 역사
영화와 영화 음악과의 관계는, 영화가 발명된 당초부터 영화의 상영과 동시에 스크린 옆에서 반주하는 형식으로 이루어졌다. 처음에는 영사기의 시끄러운 소음을 가리기 위해 피아노 1대의 간단한 반주에서 오케스트라의 실연에 의한 반주로 확대되어, 극 영화 속 장면의 정서와 긴박감을 반주로 조장하는 것이었다. 그 시대에는 영화사에 전속된 지휘자의 선곡에 따라 기성곡의 단편 등을 사용하는 것이 관례로 되어 있었다. 1920년대 후반에는 발성 영화(토키)가 실용 시대에 들어서고, 음악도 대사나 음향과 함께 필름에 녹음되었다. 무성 영화의 경우에는 화면과 음향과의 기계적인 동시성을 유지할 수가 없었으나, 토키의 완성과 더불어 영상과 음악은 완전한 동시성, 즉 작자의 의도에 의한 화면과 소리의 자유로운 조합이 가능하게 되었다. 한 영화 작품을 위하여 작곡된 영화 음악은 이때부터 유기적인 효과를 거둘 수 있게 되었다.
그러나 토키 초기에는 무성 영화 시대의 반주 음악 형식이 그대로 답습되기도 하고, 토키 그 자체의 신기함에 편승한 주제가의 삽입이 유행하기도 하였다. 이와 같은 안이한 영화 음악 방식은 그 시대의 프로듀서 및 영화 회사의 상식이나 상법에 의한 것이었다.
시대가 변하면서 영화 음악의 예술성·음악성은 점차 확립되기에 이르렀다. 미국은 미국대로, 프랑스는 프랑스대로 독자적인 스타일이 만들어졌다. 순수 음악 분야에서 활약하고 있던 작곡가가 각국의 영화 음악에 진출하여 괄목할 만한 업적을 남기기도 하였고, 영화 음악 분야에만 전념하는 작곡가도 배출되었다. 주제가 중에는 대중 가요로서 큰 인기를 얻는 곡도 생겼으며, 한 작품의 영화 음악 앨범, 즉 "오리지널 사운드트랙 앨범 (Original Soundtrack Album; OST Album)"이 별도로 출시되어 큰 인기를 얻는 경우도 생겨나게 되었다.

## 분류
영화에서 "사운드트랙"(Soundtrack)이라 함은, 영화에 삽입되는 모든 소리를 통칭하는 말이다. 원래 실재 아날로그 필름 오른쪽 가장자리에 영상과 싱크된 소리가 기록된 트랙을 가리키던 말이었다. 즉 여기에는 음악을 비롯해 각종 효과음과 배우들의 목소리 등도 포함된다. 즉, 엄밀히 말하면 영화 음악은 사운드트랙에 포함되는 하위 개념인 것이다. 하지만 일반적으로 영화 음악과 사운드트랙이란 말을 같은 의미로 사용하기도 한다. 
영화 음악은 여기서 다시 두 가지 분류로 나뉜다. 하나는 노래(Song Score)이고, 다른 하나는 노래가 들어가지 않은 순수 연주곡이다. 후자를 가리켜 "필름 스코어"(Film Score)라고 한다. 미국 아카데미 상의 경우 이 두 가지를 세분화하여 각 부문으로 인정하고 따로 나누어 시상을 하고 있다. 대한민국에는 이 두 가지 부문을 따로 나누어 시상하는 영화상은 아직 존재하지 않는다.

## 같이 보기
- 쇼 턴